# Pierre Longue (Guitté)
Pour les articles homonymes, voir Pierre Longue.
La Pierre Longue, appelée aussi Roche Longue ou Roche Pointue est un menhir situé à Guitté dans le département français des Côtes-d'Armor.

## Protection
L'édifice est classé au titre des monuments historiques en 1967.

## Description
Le menhir est en quartzite. Sa hauteur est de 4,28 m pour une largeur de 2,20 m et une épaisseur de 1,18 m. Sa forme allongée et pointue lui aurait valu son nom de Pierre Longue. Renversé en 1963, le menhir a été redressé en 1979.
Il est situé à proximité immédiate des alignements de Lampouy, complexe mégalithique auquel il devait appartenir, et du menhir de la Roche Carrée visibles sur la commune limitrophe de Médréac.